# Aleksandra Gryka
Aleksandra Gryka (Varsavia, 1º gennaio 2000) è una pallavolista polacca, centrale della Black Angels Perugia.

## Carriera

### Club
La carriera di Aleksandra Gryka inizia nelle giovanili del Piaseczno; nel 2016 passa sia alle giovanili del SMS PZPS Szczyrk, dove resta fino al 2018, che in quelle del Legionovia: con il club di Legionowo ottiene qualche convocazione in prima squadra, in Liga Siatkówki Kobiet, nella stagione 2018-19.
Dopo una parentesi nel biennio 2020-2021 al club universitario statunitense dell'UC Los Angeles, con cui disputa la Pac-12 Conference, per la stagione 2021-22 è nuovamente al Legionovia mentre nell'annata successiva si accasa al ŁKS, sempre in Liga Siatkówki Kobiet, vincendo lo scudetto 2022-23.
Per il campionato 2024-25 si trasferisce in Italia, venendo ingaggiata dalla neopromossa in Serie A1 Black Angels Perugia.

### Nazionale
Nel 2017 viene convocata sia nella nazionale polacca under 18 che in quella nazionale polacca under 20, mentre l'anno successivo è nella selezione under 19 con cui si aggiudica la medaglia di bronzo al campionato europeo.
Nel 2021 ottiene le prime convocazioni nella nazionale maggiore, con cui, nel 2025, vince la medaglia di bronzo alla Volleyball Nations League.

## Palmarès

### Club
- Campionato polacco: 1

2022-23

### Nazionale (competizioni minori)
- Campionato europeo under 19 2018